# Druzjba
Druzjba (ukrainsk: Дру́жба, ukrainsk udtale: [ˈdruʒbɐ], lit. venskab; før 1962: Khutir-Mykhailivskyi) er en by i Sjostka rajon i Sumy oblast, Ukraine. Byen har 4.594  indbyggere (2021).

## Geografi
Byen er beliggende i den nordlige del af Sumy oblast og ligger i dalen til floden Zhuravel og dens bifloder. Den sydøstlige del af de omkringliggende områder er sumpede. Dette er skovenes land: der vokser fyrretræer af nåletræer på bakkerne og gran i lavlandet, birk, eg og el findes ofte her. Den stille flod Ivotka løber  gennem skoven. Hovedvej T1915 og flere jernbanelinjer går gennem byen.